# Gingerbread Man
Gingerbread Man to album autorstwa awangardowej grupy The Residents wydany w 1994 roku. Na "piernikowym ludziku" zespół kontynuował drogę multimediów i fascynacji nową technologią komputerową zapoczątkowaną ich pierwszym CD-ROMem Freak Show. Wiele źródeł podaje, że okładka płyty była pierwszą w historii zespołu stworzoną w sposób komputerowy (chociaż okładka zaprojektowana 10 lat wcześniej do albumu George & James została już stworzona przy użyciu ówczesnych komputerów osobistych), sam album zaś po włożeniu go do napędu cd-rom w komputerze poza odtwarzaniem muzyki wyświetlał także na ekranie monitora animacje związane z treścią albumu. W opakowaniu specjalnego wydania płyty zastosowano technikę velcro aby utrzymać je w jednym kawałku.

## Lista utworów
1. The Weaver: The fool and the death-maker die alone
2. The Dying Oilman: Blinded by the hostages of fortune
3. The Confused Transsexual: Stamen and pistillate together again
4. The Sold-Out Artist: Black are the legs inside the white sepulchre
5. The Ascetic: Shadows doubt the strength of the sun
6. The Old Soldier: Safety sells, but war always wins
7. The Aging Musician: Narcissus knows no one naked
8. The Butcher: The flesh of animals angers anew… and moos
9. The Old Woman: Kissless are the isolated, rootless are their tongues
10. Ginger's Lament